# 永恆

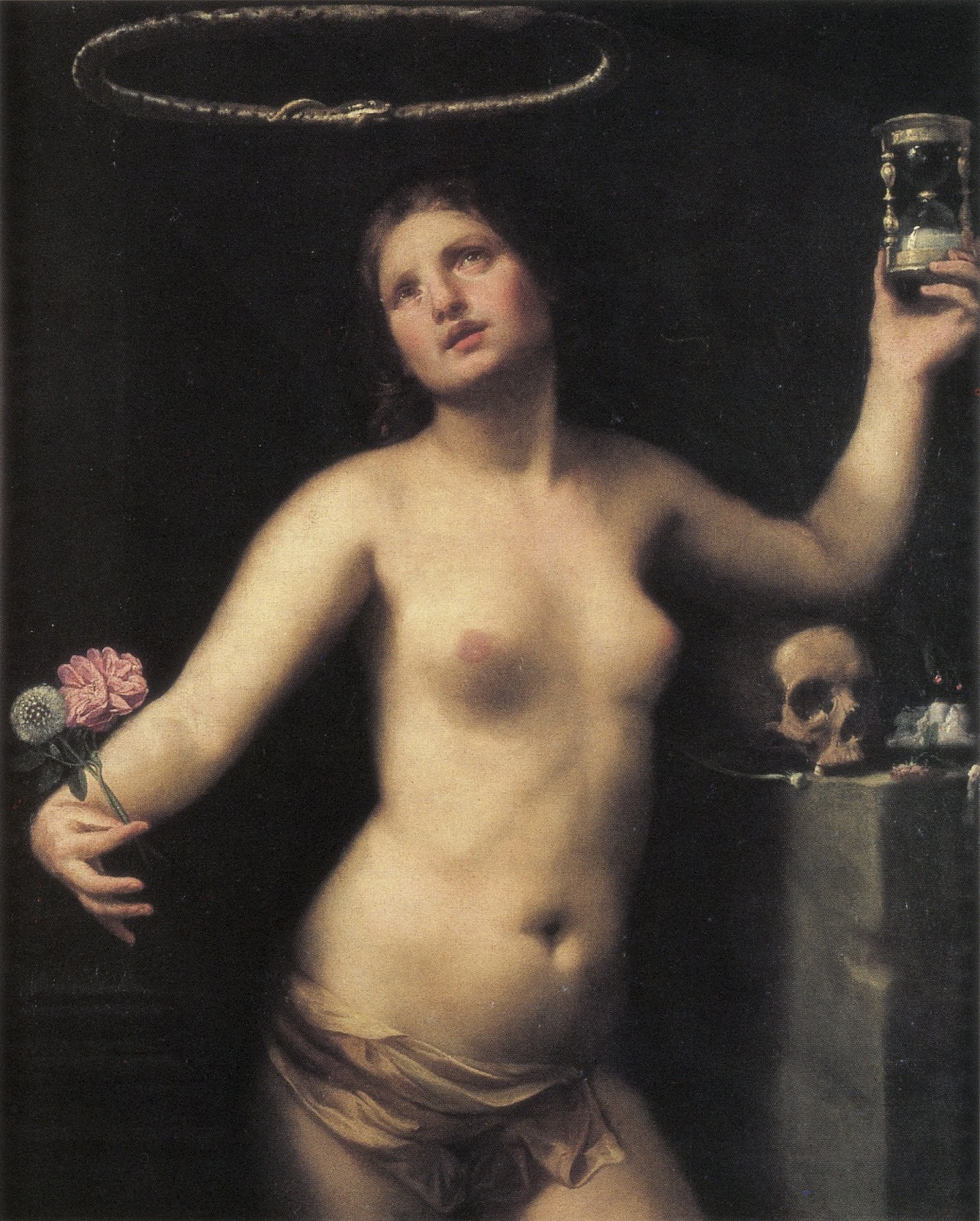
這是一幅有着關於永恆性的象徵意義的寓言式畫作。在畫中，一個女人手持沙漏，一個骷髏頭被置於在她旁邊的桌子上，一條衔尾蛇在她的頭頂上方盤旋着，它們都是被用來代表永恆性的一些常見符號。

永恆一詞常被來形容在哲學理論中能夠在时间的尺度上向兩端无限延伸的時期，而永远（英文: everlasting）一詞有時則會被用來形容理論中有起始但沒有終結的時期，至於永久（英文: forever）一詞偶爾會被來形容理論上在不發生意外的情況下會一直持續下去的時期。
古典哲學家把永恒性（英文: eternity）定義為 處於时间之外 這種性質，而把永恆性（英文: sempiternity）定義為 在時間上無止盡地存續下去 這種性質。

## 相關的神學理論
「永恒」在一些宗教的教義中是一個非常重要的概念，一神論宗教所崇信的惟一真神往往被許多神學家認為身處於永恒之中，相關理論被稱為永恒論（英文: Eternalism）。

### 基督教
永恒論自基督教教父奧古斯丁主教及第一位經院哲學家波愛修斯執政官在世的時日起便開始流行，其認為神超然於時間之上。信奉天主教的湯瑪斯主義開創人托馬斯·阿奎那博士在其著作《神學大全》中給出了對永恒的定義，他聲稱永恒的事物是無始無終的，也是沒有連續性的，而且這種事物是一個整體，他聲稱天主不僅是永恒的(英文: eternal)，而且祂就是祂自己的永恒性。
然而，自近代起，不少哲學家開始批駁永恒論並提出了不同的説法，其中一種説法聲稱神是具有暫時性（英文: temporarily）的。信奉更正教的著名分析哲學家威廉·萊恩·克雷格教授聲稱在世界被造創之前，根本沒有時間，故此神是永恒的，但自世界被造創以來，祂便是在時間之內的，這一説法聲稱如果神在世界被造創後仍然處於時間之外，祂便無法成為時間的變化的動因，為了與受造物同在，祂必須受時間所限制，才能形成與受造物之間的真實的因果關係，而且作為全知者，祂必然知道與世界時態有關的事實或當下正在發生甚麼一事。故此，克雷格教授批駁了阿奎那博士所提出的關於神所具有的非時間性（英文: atemporality）的説法。然而，認可開放神論的宗教哲學家威廉·哈斯克爾博士對克雷格教授所提出的相關説法提出了質疑。
另一方面，傳統基督教總體上仍然認可神性無時間性（英文: Divine Timelessness）論，其認為神處於時間之外。更正教傳教士雷·康福特司牧聲稱天主造創了時間且居於永恒之中，祂穿梭於時間之中就像人們翻閱歷史書一樣。天主教司鐸沃爾特·麥克唐納教授在被收錄於《天主教百科全書》的一篇文章中聲稱天主是永恒不變的。

## 相關的哲學理論
著名哲學家亞里士多德及其他一些人認為宇㣙在時間上是沒有起始及終結的。
柏拉圖式實在論認為處於永遠不改變這種狀態一事可被理解為永恒性的一種體現。
在時空哲學領域內，有理論認為在時間之內的所有存在物都是同樣地真實的，這一觀點與現在論及成長塊論關於將來的觀點不同。這個理論有時被稱為塊時間論。

## 擴展閱讀
- Yu, Jiyuan. . Springer. 2003: 188–. ISBN 9781402015373.

## 外部連結
- 時間不存在的證據，78億年前的光，試圖躲避人類的觀測.......... l Cosmic double-headed experiment
- 上帝与绝对时间和绝对空间是什么关系？
- 时间哪里去了？一位量子物理学家的看法